# 賀爾巴拉
賀爾巴拉（英語：Halbarad）是托爾金奇幻小說中土大陸裡的人物，北方遊俠的領導者之一，為亞拉岡父親亞拉松二世的得力助手。

## 生平
第三紀元的魔戒聖戰時期，賀爾巴拉與愛隆二子帶領著三十名北方遊俠來到洛汗，將亞玟親手縫製的旗幟交給亞拉岡。他也與亞拉岡一同進入亡者之道，招喚亡靈去援助剛鐸南方的戰事。
之後賀爾巴拉參與了帕蘭諾平原戰役，在戰場上揮舞繡著伊蘭迪爾家徽的旗織，最終於戰鬥中犧牲。

## 改編描述
英國BBC廣播公司的《魔戒》電台改編中，由Martyn Read為賀爾巴拉配音。
雖然赫爾巴拉並沒有在彼得·傑克森的《魔戒電影三部曲》中出場；但這個角色有短暫出現在由魔戒粉絲製作的2009年電影《希望的誕生》中，由霍華德·科爾萊特（Howard Corlett）飾演。